# Confederação Mundial do Trabalho
A Confederação Mundial do Trabalho (CMT) era um movimento sindical mundial que unia 144 organizações de trabalhadores autônomos em 116 países. A sede se encontra em Bruxelas, Bélgica, e chegou a contar com 26 milhões de membros. Os últimos anos da existência da organização se destacaram por uma afiliação de várias organizações sindicais africanas, da Europa Central e do Leste. Em 2006 fundiu-se com Confederação Internacional de Sindicatos Livres, dando origem à Confederação Sindical Internacional.
Nascida em 1920 sob o nome de CISC (Confederação Internacional dos Sindicatos Cristãos), a CMT é a mais antiga internacional sindical existente.
A CMT é independente face aos governos, aos partidos políticos, aos poderes econômicos e às religiões. Ela só aceita como membros os sindicatos autônomos em relação aos Estados.
Nos últimos anos, a CMT adotou uma atitude crítica ao modelo neoliberal de globalização econômica. Membro do Conselho Internacional do Fórum Social Mundial, a CMT propõe um desenvolvimento social que ultrapassa a questão do simples respeito ao direito dos trabalhadores e a redução da pobreza. 